# تحلیل و طراحی آنتن
تحلیل و طراحی آنتن کتابی از استتزمن و تیل با ترجمهٔ همایون عریضی است که در سال ۱۳۷۴ منتشر و در مراسم کتاب سال جمهوری اسلامی ایران به‌عنوان کتاب برگزیده معرفی شد.